# Elvio Viano
Elvio Viano (Cuneo, 29 aprile 1942) è un politico italiano.
Nato a Cuneo nel 1942, ha militato politicamente nelle file della Democrazia Cristiana, ricoprendo più volte la carica di consigliere comunale fino al 1995. Dal settembre 1985 al luglio 1990 fu sindaco di Cuneo.